# Boris Friedewald
Boris Friedewald (* 1969 in Bochum) ist ein deutscher Autor, Dramaturg und Kunsthistoriker.
Nach dem Abitur an der Rudolf Steiner Schule Bochum studierte Friedewald in Bochum und Berlin Kunstgeschichte, Theaterwissenschaft und Pädagogik.  Nach seinem Studium mit dem Abschluss Master of Arts arbeitete Friedewald freiberuflich als Dramaturg, unter anderem für das von Achim Freyer gegründete Freyer Ensemble und zeitweilig als Dozent für Kunst- und Theatergeschichte in Berlin.
Friedewald publizierte kunsthistorische Werke im Umfeld des Bauhauses, der Fotografie und Künstlerbiografien. Im Jahr 2013 war er im Kuratorium der Ausstellung Das Bauhaus in Kalkutta – Eine Begegnung kosmopolitischer Avantgarden des Bauhauses Dessau tätig. 2019 kuratierte er für das ifa (Institut für Auslandsbeziehungen), einer Mittlerorganisation für auswärtige Angelegenheiten der Bundesrepublik Deutschland, die Tourneeausstellung „Die ganze Welt ein Bauhaus“.
Boris Friedewald lebt und arbeitet in Berlin.

## Werke
- Pauls Reise zu den Fischen. Eine Abenteuerreise vom Meer mit Bildern von Paul Klee. Hatje Cantz, Berlin 2022, ISBN 978-3-7757-5333-3.
- Dalís Bärte: Eine Hommage. Prestel, München 2016, ISBN 978-3-7913-8254-8.
- Maria Sibylla Merians Reise zu den Schmetterlingen. Prestel, München 2015, ISBN 978-3-7913-8148-0.
- Meisterinnen des Lichts: große Fotografinnen aus zwei Jahrhunderten. Prestel, München 2014, ISBN 978-3-7913-4673-1.
- Die Tiere von Picasso. Prestel, München 2014, ISBN 978-3-7913-4989-3.
- Paul Klee: sein Leben, seine Kunst. Prestel, München 2011, ISBN 978-3-7913-4525-3.
- Die Engel von Paul Klee. DuMont, Köln 2011, ISBN 978-3-8321-9395-9.
- Bauhaus. Prestel, München 2009, ISBN 978-3-7913-4201-6.
- als Mitautor: Prinzessinengärten – Anders gärtnern in der Stadt. DuMont, Köln 2012, ISBN 978-3-8321-9436-9.
- als Herausgeber (gemeinsam mit Magdalena Droste): Unser Bauhaus – Bauhäusler und Freunde erinnern sich. Prestel, München 2019, ISBN 978-3-7913-8209-8.

## Aufsätze
- Otto Pankok und die Dichtung: Die Lyrik als Impuls für das „Denken ohne Worte“. In: Moritz Pankok, Katja Szymczak, Otto Pankok Stiftung (Hrsg.): Stern und Blume. Edition Braus, Berlin 2022, ISBN 978-3-10-030064-5.
- Drei Leben im Direktorenhaus. In: Stiftung Bauhaus Dessau (Hrsg.): Neue Meisterhäuser in Dessau, 1925–2014. Debatten. Positionen. Kontexte. (= Edition Bauhaus. 46). Spector Books, Leipzig 2017, ISBN 978-3-944669-61-8.
- Teamwork: Wie die Studierenden des Bauhauses einst an der Planung, Einrichtung, Ausstattung und Instandhaltung der Meisterhäuser beteiligt waren. In: Stiftung Bauhaus Dessau (Hrsg.): Junges Design in den Meisterhäusern. (= Bauhaus Taschenbuch. 17). Spector Books, Leipzig 2016, ISBN 978-3-95905-095-1.
- Was heißt hier kollektiv? O-Töne der Bauhäusler. In: Stiftung Bauhaus Dessau, Claudia Perren (Hrsg.): Kollektiv / Bauhaus Dessau. (= Bauhaus – Zeitschrift der Stiftung Bauhaus Dessau. 5. Jahrgang, Heft 7, 2015). Spector Books, Leipzig 2015, ISBN 978-3-95905-058-6.
- Home Stories: zum Leben und Arbeiten in der Meister-WG. In: Stiftung Bauhaus Dessau, Claudia Perren (Hrsg.): Kollektiv / Bauhaus Dessau. (= Bauhaus – Zeitschrift der Stiftung Bauhaus Dessau. 5. Jahrgang, Heft 7, 2015). Spector Books, Leipzig 2015, ISBN 978-3-95905-058-6.
- Das Bauhaus und Indien – Blick zurück in die Zukunft, Bauen! Gestalten! Gotik – Indien! In: Regina Bittner, Kathrin Rhomberg (Hrsg.): Das Bauhaus in Kalkutta – Eine Begegnung mit kosmopolitischen Avantgarden. Hatje Cantz, Ostfildern 2013, ISBN 978-3-7757-3656-5.
- Im Vorkurs von Josef Albers. In: Neil Holt, Nicola von Velsen, Stephanie Jacobs (Hrsg.): Papier – Material, Medium und Faszination. Prestel, München / London / New York 2018, ISBN 978-3-7913-8305-7.
- Auf dem Weg zu einem transnationalen Bauhaus-Netzwerk. In: ifa (Institut für Auslandsbeziehungen) (Hrsg.): Die ganze Welt ein Bauhaus. Hirmer, München 2019, ISBN 978-3-7774-3416-2.

## Andere Veröffentlichungen
- Die Engel von Paul Klee. Memospiel mit einem Textbeitrag. DuMont Buchverlag, Köln 2015, ISBN 978-3-8321-9499-4.

## Ausstellungen als Kurator
- Das Bauhaus in Kalkutta. Eine Begegnung kosmopolitischer Avantgarden, Stiftung Bauhaus Dessau, Dessau 2013 (Mitglied des kuratorischen Teams)
- Die ganze Welt ein Bauhaus. Tourneeausstellung (seit 2018) für das Institut für Auslandsbeziehungen (Kurator)
- Halt die Ohren steif! Gundula Schulze Eldowy und Robert Frank. Akademie der Künste, Berlin 2024 (kuratorischer Berater)